# Стећак
Стећак (мн. стећци), стојећак камен,, кам, биљег или мрамор, је средњовековни надгробни споменик израђен од великог камена, понекад са уклесаним сликовним украсима а ређе и натписима. Гробља која садрже овакве споменике (некрополе) у народу су често називана "мраморјем" или "грчким гробљем" (појам није народна одредница).
Назив „стећак“ је новијег времена, највјероватније изведен из представе о „стојећем“ камену. Налазе се највећим делом на просторима данашње Босне и Херцеговине, западне Србије, Црне Горе и Далмације, а настајали су од XII до самог почетка XVI века. 
Ови споменици су изворна појава нашег народа (аутохтона) у европској културној баштини, јер се значајно разликује од надгробних споменика суседних народа: источних - под утицајем Ромејског Царства и западних - под утицајем романике и готике.
Стећци су званично уписани на листу светске баштине УНЕСКО-а одлуком Комитета за светско наслеђе у Истанбулу на зеседању од 10. до 17. јула 2016. године. Сам поступак уписа је трајао седам година: екипе "Међународног већа за споменике и споменичке целине" обишле су сваку од номинованих некропола. Заштићене локације налазе се у следећим државама: у БиХ  20, у Србији 3, у Црној Гори 3 и у Хрватској 2.  
Израда стећака је изискивала велики труд клесара - уметника. Према облицима стећци су подељени на плоче, сандуке, слемењаке, крстове и стубове. На њима има украсних мотива: месеца, звезда, оружја а присутне су и фигуралне представе мушкараца и жена, борбе, турнири, сцене из лова итд. Преко 6.000 стећака украшено је рељефима са изненађујућом слободом у избору мотива. Одликује их рустичност израде и велике разлике у квалитету обраде рељефа; сматра се да од средине XIV ст. постају дотеранији у облику и обради.  
До сада је пронађено 66.478 стећака, од чега преко 58.547 на подручју данашње Босне и Херцеговине. Највеће присуство стећака је у Херцеговини (Невесиње, Билећа, Столац, Требиње, Гацко, долина Неретве итд.) а најпознатија некропола је Радимља која се налази недалеко од Стоца. 
У Србији се стећци углавном налазе у Рашкој области или западној Србији (у златиборском крају). На Златибору стећци постоје готово у сваком селу, иако су многи коришћени као грађевински материјал. Стећци су тежине од 100kg до 32 тоне. Најславнији појединачни стећак је Згошћански стећак, нађен у околини Какња, који се налази у Земаљском музеју у Сарајеву. Он нема натпис, а због изузетне украшености неки истраживачи, као Ђорђе Стратимировић, сматрају да је реч о гробу Стјепана  Котроманића.
Више од 5600 стећака је украшено и то најчешће: повијеном лозицом, розетама, крстовима, штитовима и мачевима, луком и стрелом, људским и животињским фигурама, сценама лова на јелене, сценама турнира, геометријским орнаментима и слично.

## Порекло стећака
Архитектура стећака припада у потпуности нашој народној баштини т.ј. словенском култу предака - слична архитекура није нигде другде нађена. У примитивним фазама истраживања њихово поријекло тумачено веома различито: Неки истраживачи сврставали су ове споменике у праисторију (А. Evans, Лондон, 1876.г.), у рано хришћанство (А. Boue, Париз, 1840.г.), у источно-готички период (А. Blau, Берлин, 1877.г.) итд. Њихово старословенско порекло доказао је међу првима В. Скарић (1928.г.), који је пронашао у литератури бројне примере где су Словени у још прастаро доба подизали на хумкама мртвих дрвене кућице као надгробни споменик. Надгробни споменик у облику куће потврђују и други извори (А. Sapieha, М. Хаџијахић, Chodakowsky), као и истраживачи на терену (С. Обрадовић, З. Kајмаковић, З. Марковић) који су, између осталог, утврдили „да су у западној Србији до пре стотину година правили такве кућице као своје надгробне споменике.“ Докази се, нарочито, налазе у слемењацима у облику куће од брвана чије су стране изведене у рељефу који опонаша вертикално постављена брвна (46 стећака) или слемењацима са покровом од камена који имитира шиндру (кров од дрвених дашцица, 10 стећака). Преображавање дрвене куће у камену позната је појава у историји архитектуре. И записи на стећцима: „кућа“ или „вични дом“ указују на порекло стећака као „вечне куће“. Уосталом, и чин сахране који је обављан уз гозбу и игру у колу тешко је објаснити без словенског појекла. Такође, и у најстаријим стећцима покојник је увек био положен тако да гледа према изласку сунца, што одговара словенском светоназору у коме је сунце у средишту култа. 

## Натписи са стећака
У односу на укупан број, веома мали број стећака има натписе, вероватно због изразито захтевног поступка урезивања слова у камен. У књизи  „Споменичка баштина свједочанство и будућност прошлости“ (Бранислав Крстић) уписано је да таквих натписа има укупно 384, те да су на старословенском језику у ћирилском писму.  Такође, постоје извори према којима од укупно 363 стећка са натписима 350 стећака носи натписе ћириличним писмом.
Највише има стећака са уобичајеним натписима, уклесаних да би трајало сећање на покојника и на оне који су споменик подигли. Примери су веома бројни, а само неки од њих су: „А се лежи Божичко Бановић, на својеј земли, на племенитој“ (у Бан-долу, 30 km од Тузле). „Туј почива Радосав Грубач сад мртав“ (у Кртињу код Љубомира). „А се лежи Браја Радојевић, на земљи туђој. Добри живи и умрије. А се писа Драгоје дијак“. „А се лежи госпоја Беока, кћи Прибисава Косаче“.
А се лежи Озрин Копијевић, жупан кнеза Павла. Се писа дијак Милосалић Баројевић. Смрти не поисках навиден краљевства босанскога и госпоцтва србскога за мога господина службу. Бодоше ме и сјекоше ме и стјераше и тој смрти не допадох и умрих на рошдество Христово и господин ме воевода окрили и укопа и побележи.— Надгробни натпис Озрена Копијевића — Варошиште, Рогатица
Многи стећци нам могу послужити и као својеврсни трагови једног времена. Тако се у Кочерину код Мостара налази стећак Вигња Милошевића, са дужим натписом. Из њега сазнајемо да је Вигањ служио многе владаре: бана Стјепана  Котроманића, краља Твртка I, краља Дабишу, краљицу Јелену Грубу и краља Остоју. У натпису се спомињу и неки догађаји из његовог времена, а на крају он подсећа живе на пролазност живота. Овај натпис, који је настао почетком XV века, гласи:
Ва име о(т)ца и сина и светаго ду(х)а амин. Се лежи Вигн Милошевић. Служи бану Стипану, и кралу Твартку, и кралу Дабиши и кралици Груби и кралу Остоји. И у то вриме доиде и свади се Остоја крал с Херцегом и с Босном, и на Угре поиде Остоја. У то вриме мене Вигна доиде кончина. И легох на свом племенитом под Кочерином, и молу вас, не наступаите на ме! Ја сам бил како ви есте, ви ћете бити каков сам ја.

## Стећци у Србији
У Србији се стећци углавном налазе у западном делу земље.  На листи УНЕСКО светске културне баштине налазе се:
- "Мраморје" (или "Багруша") у Перућцу, уз саму реку Дрину (општина Бајина Башта);
- Два гробља у селу Растиште на планини Тари (општина Бајина Башта) - ова гробља такође носе име "Мраморје" и налазе се на потесима Урошевине и Гајеви - међусобно удаљена око 500 метара;
- "Грчко гробље" у селу Хрта (општина Пријепоље);

### Мраморје у Перућцу
Мраморје или Багруша у Перућцу је средњовековна некропола са стећцима. Убраја се међу највеће и најочуваније средњовековне некрополе у Подрињу. Од некада уочених 200 стећака, сачувало се 88 типа плоче, слемењака са и без постамента, сандука са и без постамента и два аморфна. Различитих су димензија и у целини фино обрађени, а на само једном се назире већи рељефни цветолики орнамент. Истраживање некрополе започела је археолошка екипа Народног музеја из Београда у току 2010. године, а испитано је осам скелетних гробова, испод четири слемењака и под једним сандуком и плочом. Покојници различите полне и старосне структуре, полагани су у правоугаоне раке, покривани даскама и оријентисани по правцу запад-исток са девијацијама према северу. У два гроба откривени су сребрни новчићи из XV века, који потврђују коришћење гробља у овом периоду, што не искључјује да је оно коришћено и раније. Конзервацију некрополе је извршио Републички Завод за заштиту споменика културе у лето 2011. године.

### Мраморје у Растишту
Мраморје у Растишту чине две некрополе са стећцима које датирају из XIV и XV века, а налазе се на потесима Урошевине и Гајеви међусобно удаљене око 500 метара. На УНЕСКО листи светске културне баштине воде се као једна целина. Некропола није археолошки истражена, а конзервацију је обавио Републички завод за заштиту споменика културе из Београда у току 2012. године.
Потес Урошевине удаљен око 300 метара од цркве на Седаљци, представља средњовековно гробље на коме су сачувана 33 стећка. Од тог броја, 18 споменика је оријентисано по правцу исток–запад што је карактеристично за хришћанску средину, али је у једном делу гробља констатована оријентација споменика и по правцу север – југ. Некропола је на редове, стећци су уједначени по облицима и по обради површине, а преовлађује облик слемењака или сандук на постољу. Карактеристични су двојни споменици са два слемена или у комбинацији плоче и слемена. Четири слемењака су рељефно украшена са мотивима круга, лука и стреле и мачева.
Потес Гајеви удаљен око 500 метара северозападно од Урошевине, представља средњовековно гробље са 35 стећака. Стећци су различитих димензија и неуједначене обраде, правилно су поређани у 3-4 издужена реда по правцу исток–запад, с веома малим међусобним растојањем. Најчешћи облик је плоча или ниски сандук без постоља, а поједини примерци имају изванредно обрађене и углачане површине, са оштро профилисаним ивицама. Издвајају се три споменика украшена на истоветан начин, рељефном представом полумесеца на горњој површини. На једном стећку, полумесец је допуњен малим круговима, који се могу протумачити као звезде. У другом случају сандук с полумесецом украшен је и рељефном представом крста на бочној страни, чија се три крака завршавају круговима. 

### Грчко гробље у Хрти
Гробље се налази на узвишеној природној главици чији је топоним Губице.  Одлуком Скупштине општине Пријепоље ово археолошко налазиште, на око 16 km од града, проглашено је за културно добро 1984. године.
У њему се налази 81 споменик, и то 37 на горњем потезу од којих је украшено 17, а на доњем гробљу има укупно 44 споменика од којих је украшена само једна плоча. Споменици су оријентисани у правцу исток–запад. Површина споменика је пажљиво клесана, у неколико случаја је и приглачана. Најчешћи облик је плоча која некад због своје монументалности подсећа на нижи сандук. Орнаментални мотиви су изведени уклесивањем, а на сандуцима на постољу аркаде су рељефне и пластично моделоване. На стећцима на горњем гробљу налазе се различити мотиви украшавања. На бочним странама већих сандука аркаде имају облик плитке нише и при врху су обликоване полукружно или као преломљен лук са међупросторима између стубова. На три сандука су уклесане шест или четири нише на ширим бочним странама или само две нише на бочним ужим странама које формирају аркаде.
Други облик украшавања су рељефно уклесани орнаментални мотиви који су приказани појединачно, као на пример мотив мача или штит. На једној плочи налази се представа крста са једнаким широким крацима, крст је веома благо наглашен на површини тако да се тешко уочава, изнад крста су три правилно распоређена мала круга са уписаним крстом. Најчешћи мотив је мали круг са уписаним крстом или велики круг у коме је уписан крст чији се кракови завршавају концентричним круговима.
Издвајају се плоче чија је горња површина обележена као оквир у облику ужета, а на једној унутар оквира је континуирана рељефно наглашена спирала, са стилизованим четворолисним розетама. У једноставнијем оквиру уклесан је јелен, веома сведен са наглашеним роговима и контуром тела, у положају скока или кретања. На доњем гробљу већина надгробних обележја је у облику аморфног споменика приклесаног до приближне форме плоче, а тек неколико примерака могу се определити у облик праве плоче.
Констатовано је и више ниских аморфних усадника који су постављени на источној страни плоче, док је мањи број констатован на простору између споменика, као изолована гробна обележја. Површина споменика је грубо клесана или је потпуно необрађена, остављена у природном облику стене с минималним интервенцијама до облика плоче. На западној половини једне плоче уклесан је круг са уписаним крстом чији се крајеви завршавају у облику концентричних кругова.
Иначе у долини Лима, на територији општине Пријепоље и Прибој познато је више од 40 средњовековних гробаља са каменим надгробним обележјима. 

## Изучавање стећака
Појам стећци су у историографију увели аустроугарски историчари у другој половини деветнаестог века за време аустроугарске окупације Босне и Херцеговине. Народни називи за стећке, мраморје и грчка гробља, су игнорисани и препуштени забораву као неподобни. Настојећи да ојача аустроугарску власт у Босни и Херцеговини, режим Бенјамина Калаја је у покушају стварања босанске нације, занемарујући историјске изворе, конструисао наратив о стећцима као наслеђу богумила, односно Цркве босанске, те Бошњацима као њиховим потомцима.
Стећци су узрок многих неслагања углавном међу српским, хрватским и бошњачким научницима. Највеће расправе се воде око питања њиховог порекла, припадности покојника који су сахрањивани испод стећака, као и значења симболичких порука уклесаних на њима. Највише података за истраживаче дају натписи, који су присутни на мањем броју стећака, и који говоре о различитим друштвеним сталежима, као и верским припадностима покојника. Стећци у Босни спадају у домен православних надгробних споменика. Из натписа се изводе закључци да под стећцима почивају верници Цркве босанске, Српске православне цркве и Католичке цркве. Поједини научници повезују културу стећака са постојањем Цркве босанске у Средњем веку, а поједини их чак виде као најмасовније материјалне остатке богумила, који су попут катара са запада, сахрањивали своје мртве у природи уместо на црквеним гробљима. Дакако, постоје и они који им приписују сасвим другачије порекло и њихово постојање ни у ком погледу не везују за деловање цркве босанске.
Откриће црквеног објекта уз некрополу отклања недоумице о стећцима као јеретичким тзв. богумилским споменицима и ставља их у домен православних хришћанских надгробних споменика специфичне регионалне форме, јединственог одраза друштвеног статуса у средњем вијеку.— Александар Јашаревић, кустос археолог
Компаративним проучавањем проширио се распон појединих хипотеза, а једна од најувјерљивијих јесте, да се у тим саркофазима одражавају елементи оне древне праскулптуре, коју су Славени донијели са собом у своју нову балканску постојбину и која их по својим стилским елементима повезује са скулптуром Балтика и Кавказа и скитско-сарматским мотивима у једну цјелину. Сви ти надгробни споменици су монолити, често груби, тако да већ својом суровошћу дјелују монументално као плоче којима је задатак да трају стољећима, симболиком своје пркосне грубости, која не признаје никаква стила осим свог властитог.— писац Мирослав Крлежа